# Erechthias coprosoma
Erechthias coprosoma är en fjärilsart som beskrevs av Clarke 1971. Erechthias coprosoma ingår i släktet Erechthias och familjen äkta malar. Inga underarter finns listade i Catalogue of Life.